# 圣迈达堂

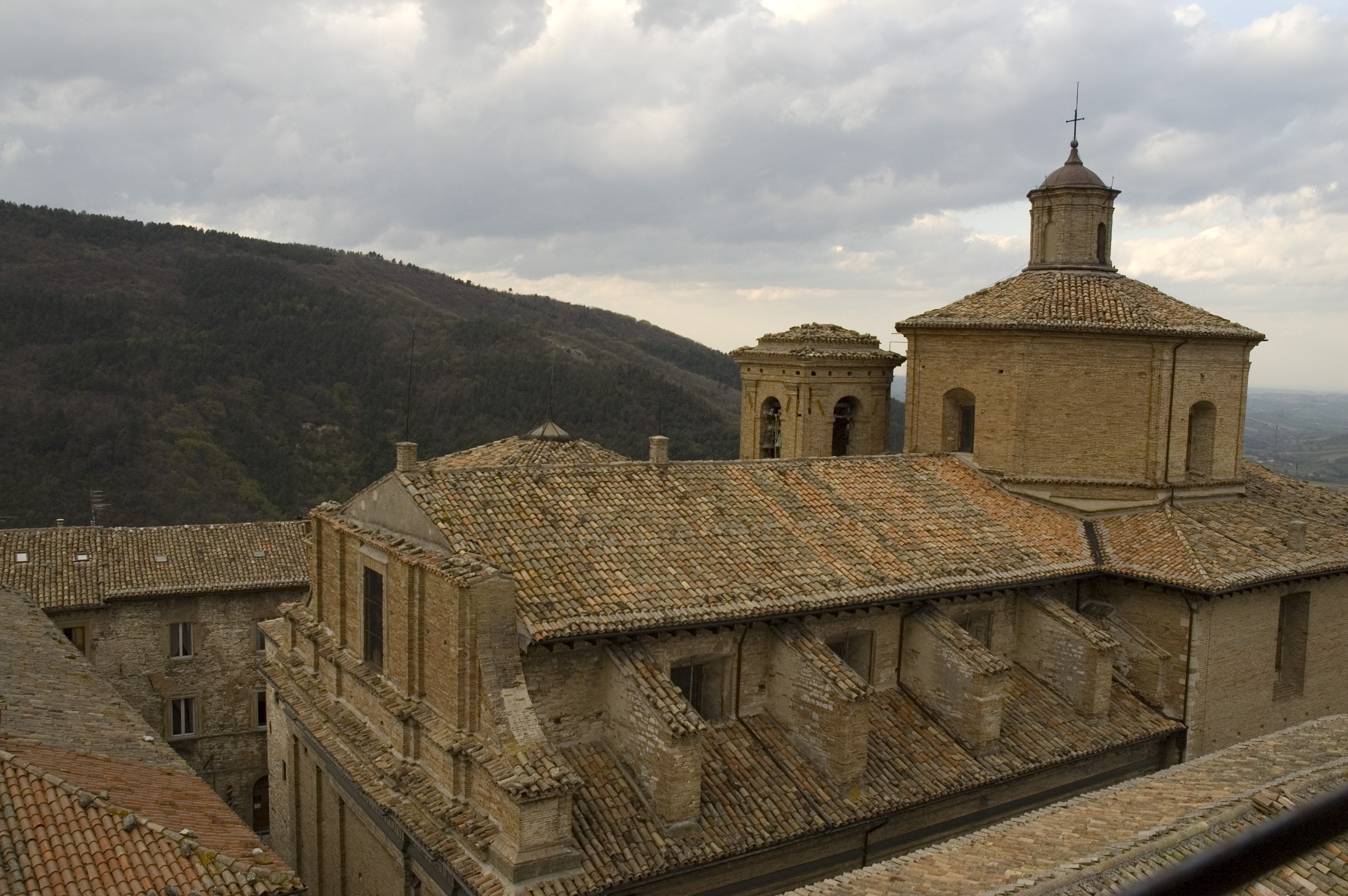

圣迈达堂（Collegiata di San Medardo）是一座罗马天主教教堂，位于意大利马尔凯大区安科纳省阿尔切维亚，属于天主教塞尼加利亚教区的奥斯特拉-阿尔切维亚总铎区。
自1208年起，这里就有一座教堂。该堂供奉法国圣人迈达，保存了一件圣人的圣髑。1585年思道五世将其升格为协同教堂。从1634年起，该教堂由比萨建筑师米凯莱·布蒂和佩尔戈拉人 Ascanio Passer完全重建，签名留在祭坛上。工程于1702年竣工。
该堂为拉丁十字平面，单中殿，多边形圆顶。堂内保存许多杰出的艺术品。右边的第一个小堂供奉世界大战的阵亡者，第二个小堂有一幅17世纪圭尔奇诺的作品《玛利亚玛达莱纳》，第三个小堂是埃尔科勒·拉马扎尼的埃尔科勒·拉马扎尼的“灵魂从炼狱中解放”，第四个小堂写着“圣德肋撒之塔”，是17世纪中期莱昂纳多·斯卡利亚和弗朗切斯科·吉廖尼的作品。
右耳堂构成圣迈达小堂（Cappella di San Medardo），木制祭坛供奉着同名的圣人，上面有慈善、谨慎、节制的雕像，这是莱昂纳多·斯卡利亚和弗朗西斯科·吉廖尼的另一件作品，创作于17世纪中叶左右 。

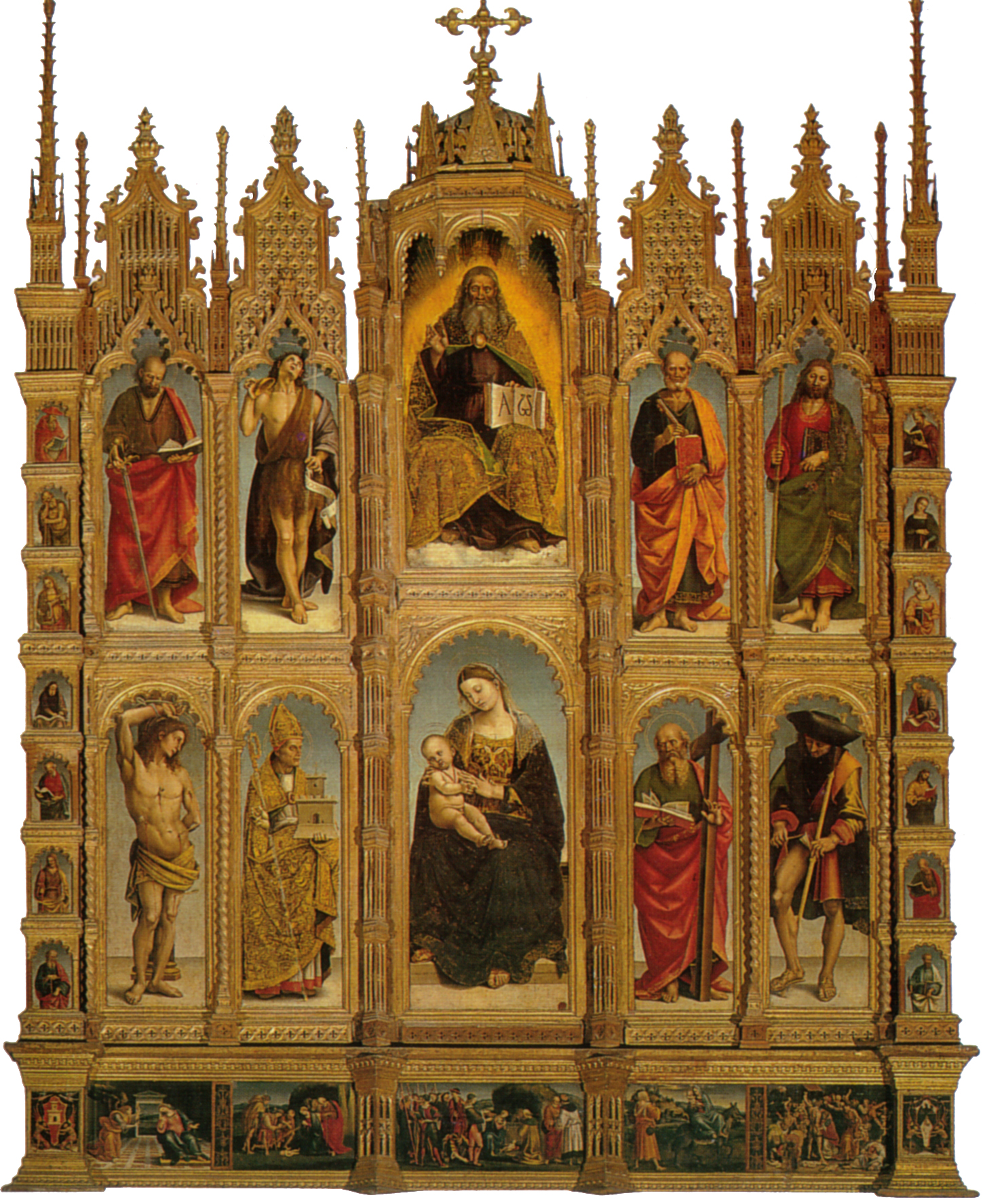
阿尔切维亚祭坛画

在圣所，除了埃尔科尔·拉马扎尼的“末日审判”（1597年）和十九世纪晚期的祭坛外，还有阿尔切维亚祭坛画，是卢卡·西诺莱利的木板蛋彩画，尺寸为393x315厘米，绘制于1507年，描绘“圣父、圣母与圣婴以及圣徒”，由塞尼加利亚主教订制。后面是1488-1490年雕刻和镶嵌的木制咏经席。
左边的耳堂，即玫瑰小堂（cappella del Rosario），有西蒙内·坎塔里尼于1642年创作的“圣母与圣婴，以及圣多明我和圣加大肋纳”。
左边第三个小堂展示了斯卡利亚和吉廖尼的另一幅美丽的作品， “圣母和圣婴，圣亚德和圣德肋撒”，由多梅尼基諾的博洛尼亚祭坛画变体而成。在这座小堂和第二座小堂之间是圣体小堂的入口，里面有一些重要的作品：马蒂亚·德拉·罗比修士的“钉十字架”，“圣母和圣婴，以及圣若翰洗者和热罗尼莫”，釉面陶瓷，由乔瓦尼·德拉·罗比亚创作于1513年。从这个小堂进入洗礼堂，那里有卢卡·西诺莱利为该堂创作的另一件作品，“耶稣的洗礼”，绘制于1508年。
第二个小堂有皮尔根蒂勒·达·马特利卡和维南齐奥·达·卡梅里诺创作的油画“圣母、圣婴和圣若瑟访问圣亚纳和圣若亚敬”，绘制于1529年。